# Arthur George Perkin
Arthur George Perkin (1861 – 1937) è stato un chimico britannico.

## Biografia
Figlio del chimico inglese William Henry Perkin, seguì, come i suoi due fratelli, le orme del padre, specializzandosi nella chimica delle tinture. È stato professore di Colour Chemistry and Dyeing (Chimica dei colori e delle tinture) dal 1913 al 1926 presso l'Università di Leeds, in Inghilterra.
Membro della Royal Society, ricevette la Medaglia Davy nel 1924, “per le ricerche della struttura delle materie di colorazione naturale”.

## Opere
- Arthur George Perkin, Arthur Ernest Everest, The natural organic colouring matters, Londra, Longmans, Green and co., 1918.